# Macruromys major
Macruromys major är en däggdjursart som beskrevs av Rümmler 1935. Macruromys major ingår i släktet Macruromys och familjen råttdjur. Inga underarter finns listade i Catalogue of Life.
Artepitetet i det vetenskapliga namnet är bildat av det latinska ordet major (större).

## Utseende
Vuxna exemplar är 22,5 till 26,3 cm långa (huvud och bål), har en 31,5 till 34,0 cm lång svans och väger cirka 350 g. Bakfötterna är 5,2 till 6,0 cm långa och öronen är 1,3 till 1,9 cm stora. Liksom den andra arten i samma släkte påminner Macruromys major om en råtta i utseende. Den ganska styva pälsen på ovansidan har en spräcklig svartgul färg med undantag av ryggens topp som är mer svartbrun. Undersidan är täckt av ljusgrå till vitaktig päls. Den långa svansen är täckt av fjäll med tre korta hår vid varje fjällskiva som i princip är osynliga. Med undantag av den vita spetsen är svansen svart. Hos den andra arten i samma släkte, Macruromys elegans, är hela svansens undersida vitaktig. Arten har små molarer. Antalet spenar hos honor är fyra.

## Utbredning och ekologi
Denna gnagare förekommer i bergstrakter på Nya Guinea. Den vistas vanligen mellan 1200 och 1500 meter över havet men når ibland 650 respektive 1900 meter över havet. Habitatet utgörs av fuktiga skogar. Individerna gräver sina bon nära vattendrag.
På grund av de långa morrhåren antas att Macruromys major är nattaktiv.

## Bevarandestatus
I delar av utbredningsområdet jagas Macruromys major för köttets skull. Hela populationen antas vara stabil. IUCN kategoriserar arten globalt som livskraftig.